# Koosje van Voorn
Koosje van Voorn (Groningen, 15 gennaio 1935 – Scheveningen, 5 agosto 2018) è stata una nuotatrice olandese.
Specializzata nello stile libero, vinse la medaglia d'argento nella staffetta 4x100 m sl alle olimpiadi di Helsinki 1952.

## Palmarès
- Olimpiadi
  - Helsinki 1952: argento nella staffetta 4x100 m sl.